# ACM Transactions on Information Systems
ACM Transactions on Information Systems is een internationaal, aan collegiale toetsing onderworpen wetenschappelijk tijdschrift op het gebied van de informatiesystemen. De naam wordt in literatuurverwijzingen meestal afgekort tot ACM Trans. Inform. Syst. Het wordt uitgegeven door de Association for Computing Machinery (ACM).